# Монастир Падізе
Монастир і миза Падізе (ест. Padise, нім. Padis-Kloster). Монастир було засновано приблизно в 1305 р. монахами цистеріанцями з монастиря Дюнамюнде (Даугавгріва), розташованого неподалік від Риги. Будівельні роботи, розпочаті в той час, довелось припинити внаслідок повстання Юрієвої ночі, яке спалахнуло в 1343 р.(в ході повстання було вбито 28 монахів). Будівництво було завершено в 1448 р., після чого монастир було освячено.
Північне крило укріпленого монастиря утворює однонефна церква з чотирма рядами склепінь. І сама церква, і крипта, що стоїть поруч, прикрашені художніми склепистими консолями. Інші крила будинку були триповерховими, найважливіші приміщення (різниця, зала капітула (приміщення для нарад), парлаторій) знаходилися на другому поверсі. Північно-східний кут прикрашає консольна башта.
Монастир, який припинив свою діяльність в 1559 р., під час Лівонської війни кілька разів переходив з рук у руки – обабіч відбувалися жорстокі битви між орденськими, російськими і шведськими військами. Зруйнований у битвах монастир було подаровано шведським королем Густафом II Адольфом ризькому каноніку і бюргермейстеру Томасу фон Рамму, який перебудував північне і східне крила під садибу. В 70-х роках XVIII ст. фон Рамми побудували неподалік від монастиря новий панський будинок.
З 1936 р. по наші дні руїни монастиря час від часу консервувалися і реставрувалися. Добре збереглося північне крило з церквою. Східне крило збереглося у тому вигляді, як воно було відбудоване в XVII-XVIII ст. Інші будинки лежать в руїнах
Від середньовічного оздоблення у монастирі зберігся дзвін XIV ст. (найстаріший в Естонії), який зараз знаходиться в церкві Харью-Ристі, а також рідкісна група «Голгофа» того ж століття.

## Галерея

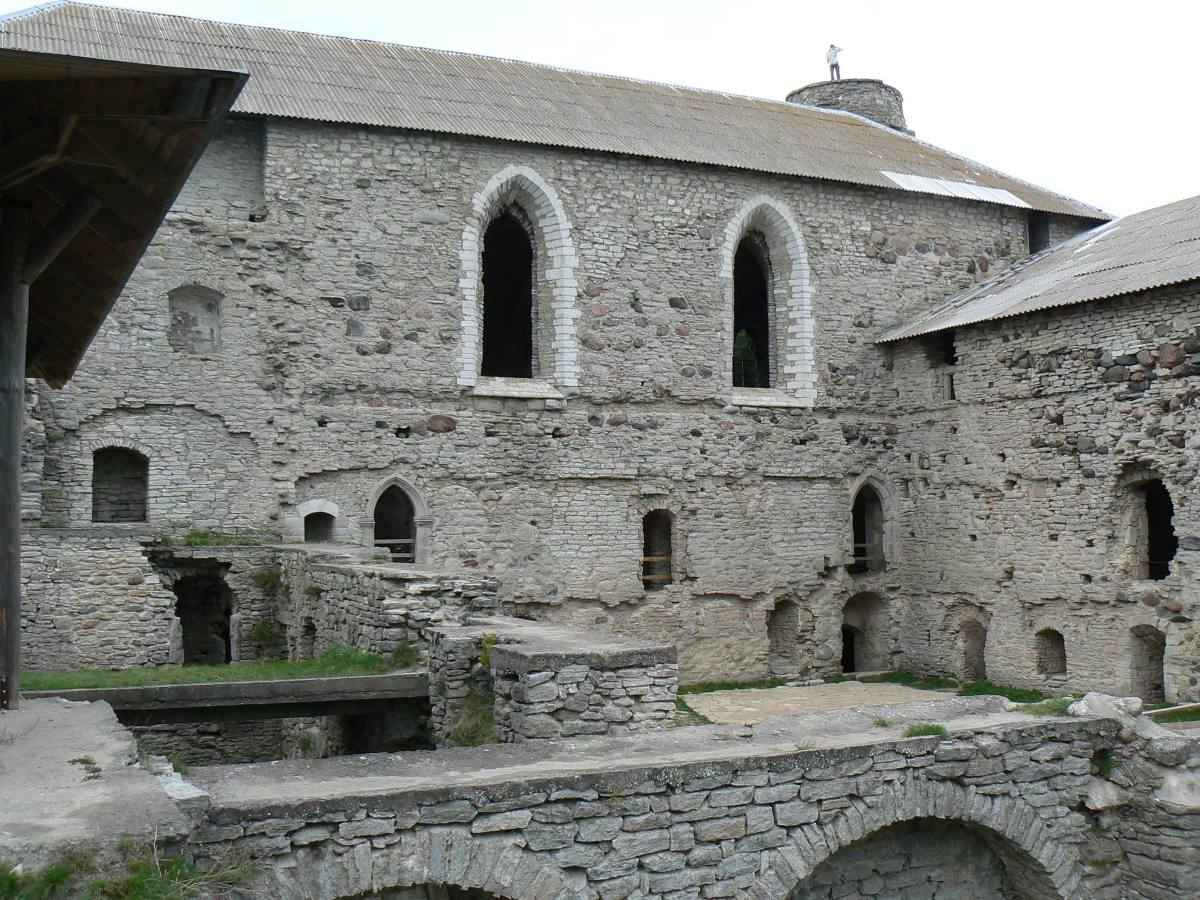
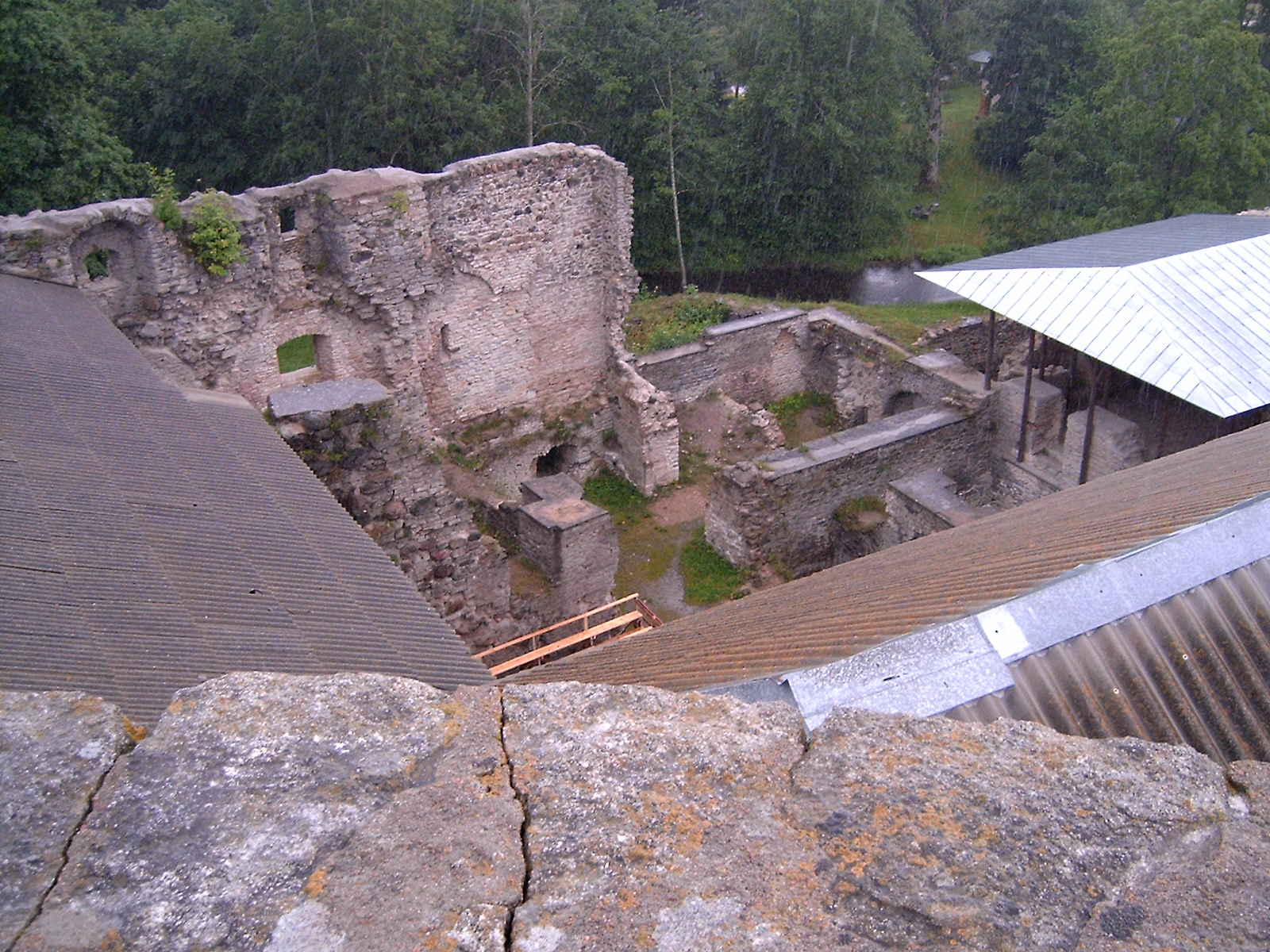
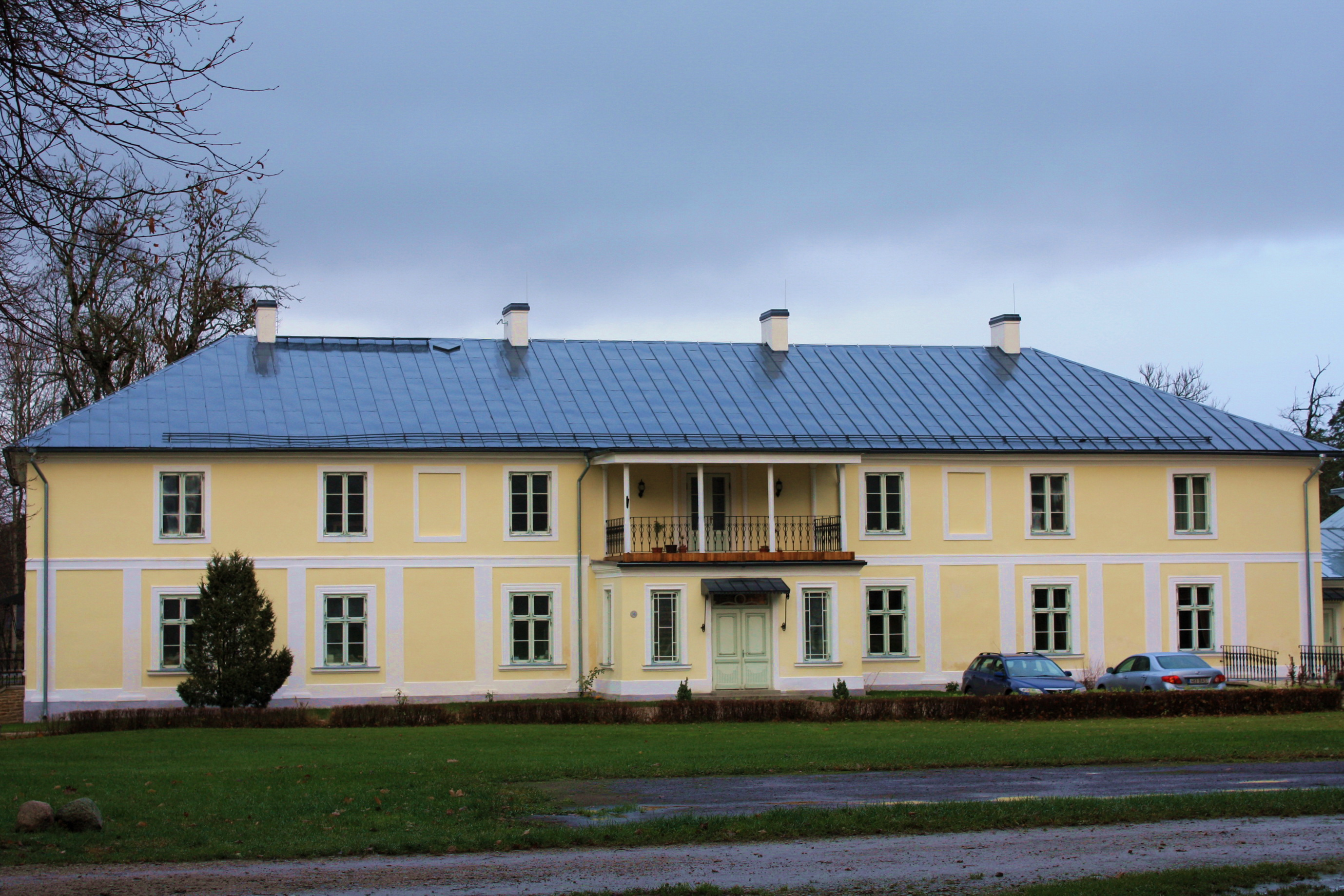